# IEEE 1855
IEEE STANDARD 1855-2016, IEEE Standard for Fuzzy Markup Language (FML), es un estándar técnico desarrollado por la IEEE Standards Association . FML permite modelar un sistema de lógica difusa de manera legible e independiente del hardware. FML se basa en eXtensible Markup Language ( XML ). Los diseñadores de sistemas difusos con FML tienen una metodología unificada y de alto nivel para describir sistemas difusos interoperables. IEEE STANDARD 1855-2016 utiliza el lenguaje de definición del esquema XML W3C para definir la sintaxis y la semántica de los programas FML.
Antes de la introducción de FML, los profesionales de lógica difusa podían intercambiar información sobre sus algoritmos difusos agregando a sus funciones de software la capacidad de leer, analizar correctamente y almacenar los resultados de su trabajo en una forma compatible con el Lenguaje de control difuso (FCL) descrito y especificado por la Parte 7 de IEC 61131 .
FML permite a las personas codificar sistemas difusos a través de una colección de etiquetas semánticas correlacionadas que modelan los componentes de un controlador difuso clásico, como la base de conocimiento, la base de reglas, las variables difusas y las reglas difusas. Por lo tanto, las etiquetas FML utilizadas para construir un controlador difuso representan el conjunto de lexemas utilizados para crear expresiones difusas. Para diseñar un lenguaje basado en XML bien formado, un esquema XML describe una gramática libre de contexto FML que define el nombre, el tipo y los atributos que caracterizaron cada elemento XML. Sin embargo, dado que un programa FML representa solo una vista estática de un controlador de lógica difusa, el llamado traductor de lenguaje de hoja de estilo extensible ( XSLT ) cambia esta vista estática a una versión computable. De hecho, los módulos XSLT pueden convertir el controlador difuso basado en FML en un lenguaje informático de uso general utilizando un archivo XSL que contiene la descripción de la traducción. En este nivel, el control es ejecutable para el hardware. En resumen, FML está compuesto esencialmente por tres capas:
- XML para crear un nuevo markup lengua para control de lógica difusa

- Un XML schema para definir los bloques de edificio legales

- Extensible Stylesheet Transformaciones de Lengua (XSLT) para convertir una descripción de controlador borrosa a una lengua concreta

IEEE 1855 fue el primer estándar patrocinado por la IEEE Computational Intelligence Society .